# Louis Thompson
Louis Clyde William Thompson (Brístol, Inglaterra, Reino Unido, 19 de diciembre de 1994) es un futbolista británico que juega como centrocampista y su equipo es el Stevenage F. C. de la League One de Inglaterra.

## Trayectoria
Comenzó su carrera en las inferiores del Swindown Town, siguiendo los pasos de su hermano Nathan Thompson. Debutó en el primer equipo del Swindon el 29 de enero de 2012, como sustituto de Simon Ferry al minuto 81, en la derrota 2-0 de visita ante el Leicester City en la FA Cup. Luego del encuentro, el jugador agradeció al, en ese entonces, entrenador del equipo Paolo Di Canio.
El 1 de septiembre de 2014 fichó por el Norwich City, donde luego fue enviado a préstamo al Swindon Town en la temporada 2014-15 y 2015-16.
Fue enviado a préstamo al Shrewsbury Town de la League One el 16 de agosto de 2019. Esa misma temporada, fue enviado a préstamo al Milton Keynes Dons el 16 de enero de 2020. El 18 de agosto regresó al equipo de Milton Keynes para jugar, también prestado, la temporada 2020-21.

## Selección nacional
Thompson ha representado a Gales en las categorías sub-19 y sub-21.

## Estadísticas

### Clubes
Actualizado al último partido disputado el 27 de abril de 2025.
| Swindon Town F. C. Inglaterra | 4.ª           | 2011-12       | 0   | 0  | 1  | 0 | 1   | 0  |
| Swindon Town F. C. Inglaterra | 3.ª           | 2012-13       | 2   | 0  | 1  | 0 | 3   | 0  |
| Swindon Town F. C. Inglaterra | 3.ª           | 2013-14       | 28  | 2  | 7  | 0 | 35  | 2  |
| Swindon Town F. C. Inglaterra | 3.ª           | 2014-15       | 33  | 2  | 5  | 1 | 38  | 3  |
| Swindon Town F. C. Inglaterra | 3.ª           | 2015-16       | 28  | 2  | 1  | 0 | 29  | 2  |
| Swindon Town F. C. Inglaterra | Total club    | Total club    | 91  | 6  | 15 | 1 | 106 | 7  |
| Norwich City F. C. Inglaterra | 2.ª           | 2016-17       | 3   | 0  | 3  | 0 | 6   | 0  |
| Norwich City F. C. Inglaterra | 2.ª           | 2017-18       | 0   | 0  | 0  | 0 | 0   | 0  |
| Norwich City F. C. Inglaterra | 2.ª           | 2018-19       | 6   | 0  | 2  | 0 | 8   | 0  |
| Norwich City F. C. Inglaterra | Total club    | Total club    | 9   | 0  | 5  | 0 | 14  | 0  |
| Shrewsbury Town F. C. Inglaterra | 3.ª           | 2019-20       | 10  | 0  | 4  | 1 | 14  | 1  |
| Shrewsbury Town F. C. Inglaterra | Total club    | Total club    | 10  | 0  | 4  | 1 | 14  | 1  |
| Milton Keynes Dons F. C. Inglaterra | 3.ª           | 2019-20       | 9   | 0  | —  | — | 9   | 0  |
| Milton Keynes Dons F. C. Inglaterra | 3.ª           | 2020-21       | 17  | 0  | 4  | 0 | 21  | 0  |
| Milton Keynes Dons F. C. Inglaterra | Total club    | Total club    | 26  | 0  | 4  | 0 | 30  | 0  |
| Portsmouth F. C. Inglaterra | 3.ª           | 2021-22       | 32  | 1  | 6  | 0 | 38  | 1  |
| Portsmouth F. C. Inglaterra | 3.ª           | 2022-23       | 17  | 1  | 2  | 0 | 19  | 1  |
| Portsmouth F. C. Inglaterra | Total club    | Total club    | 49  | 2  | 8  | 0 | 57  | 2  |
| Stevenage F. C. Inglaterra | 3.ª           | 2023-24       | 42  | 2  | 6  | 0 | 48  | 2  |
| Stevenage F. C. Inglaterra | 3.ª           | 2024-25       | 40  | 2  | 4  | 0 | 44  | 2  |
| Stevenage F. C. Inglaterra | Total club    | Total club    | 82  | 4  | 10 | 0 | 92  | 4  |
| Total carrera | Total carrera | Total carrera | 267 | 12 | 46 | 2 | 313 | 14 |
| (1) Incluye datos de los play-offs de la League One (2014-15). (2) Incluye datos de FA Cup, Copa de la Liga de Inglaterra y Football League Twophy (2013-14, 2014-15, 2016-17). |               |               |     |    |    |   |     |    |

### Selección nacional
| Selección     | Temporada     | Encuentros | Encuentros |
| Selección     | Temporada     | Part.      | Goles      |
| ------------- | ------------- | ---------- | ---------- |
| sub-19 Gales  | 2012          | 3          | 0          |
| sub-19 Gales  | Total         | 3          | 0          |
| sub-21 Gales  | 2015          | 2          | 0          |
| sub-21 Gales  | Total         | 2          | 0          |
| Total carrera | Total carrera | 5          | 0          |